# 884 pr. n. št.

## Smrti
- Tukulti-Ninurta II., kralj Novoasirskega cesarstva  (* ni znano)